# Уимс, Дэвид, 6-й граф Уимс
Дэвид Уимс, лорд Элхо и де-юре 6-й граф Уимс (англ. Francis Wemyss-Charteris, de jure 7th Earl of Wemyss; 12 августа 1721 — 29 апреля 1787) — шотландский пэр и якобит, он был лишён титулов и поместий за участие в восстании 1745 года.

## Происхождение и образование

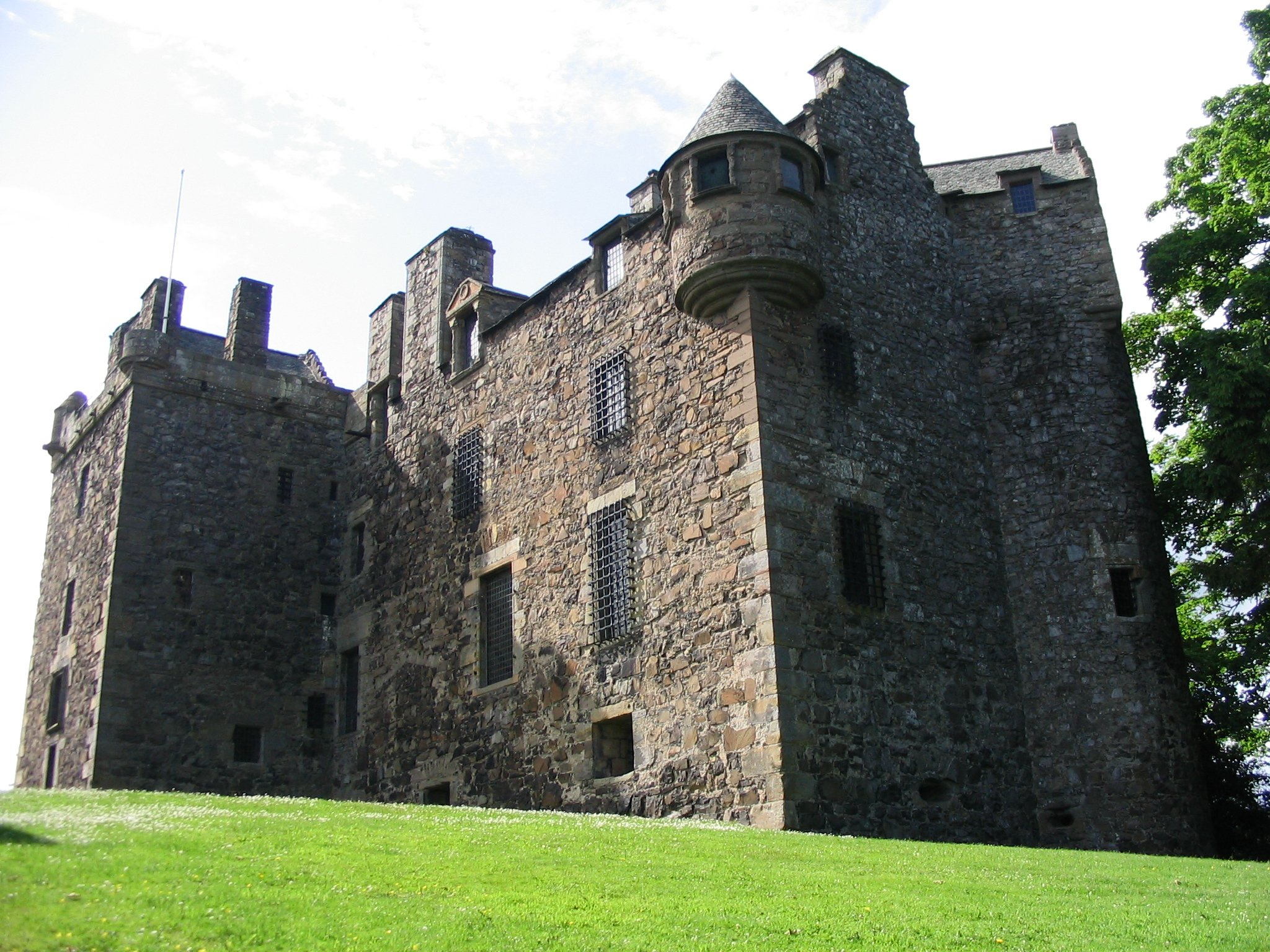
Замок Элхо, Перт, в настоящее время находится под управлением организации Historic Environment Scotland.

Родился 21 августа 1721 года в замке Уимс в Файфе. Старший сын Джеймса Уимса, 5-го графа Уимса (1699—1756), и Джанет Чартерис (? — 1778). Его мать была единственной дочерью Фрэнсиса Чартериса (1675—1732), который стал невероятно богатым благодаря своим инвестициям в Компанию Южных морей. Фрэнсис Чартерис появляется в серии живописца Уильяма Хогарта «Карьера проститутки» и был приговорен к смертной казни за изнасилование в 1730 году, прежде чем был помилован.
Он получил образование в Винчестерском колледже (графство Хэмпшир, Англия) (1734—1738) и в Анжерской академии во Франции.

## Карьера
Семья лорда Элхо не считалась сторонниками изгнанной династии Стюартов и не принимала участия в предыдущих якобитских восстаниях.
После того, как его родители разошлись в 1732 году, его отправили в Винчестерский колледж в Англии, в трехнедельном путешествии от его дома в Файфе; Элхо позже записал, что он встречался со своим отцом только один раз между 1734 и 1741 годами. Одним из его одноклассников был Джеймс, позже 6-й герцог Гамильтон, чей отец утверждал, что был старшим шотландским якобитом.
Лорд Элхо покинул Винчестер в 1738 году и отправился в Реймс, после чего провёл период во французской военной академии в Анжере, популярном месте для молодых британских дворян. Затем он отправился в культурную экскурсию XVIII века, известную как гран-тур, и посетил Рим в октябре 1740 года, одной из достопримечательностей которой был изгнанный Джеймс Стюарт и его сыновья. После неудавшегося восстания 1719 года многие изгнанники-якобиты получили помилование и вернулись домой, среди них был лорд Джордж Мюррей. К 1737 году якобитизм казался не более чем ностальгией, и принц Джеймс, как сообщается, «жил спокойно в Риме, отказавшись от всякой надежды на восстановление».

## Якобитский активист

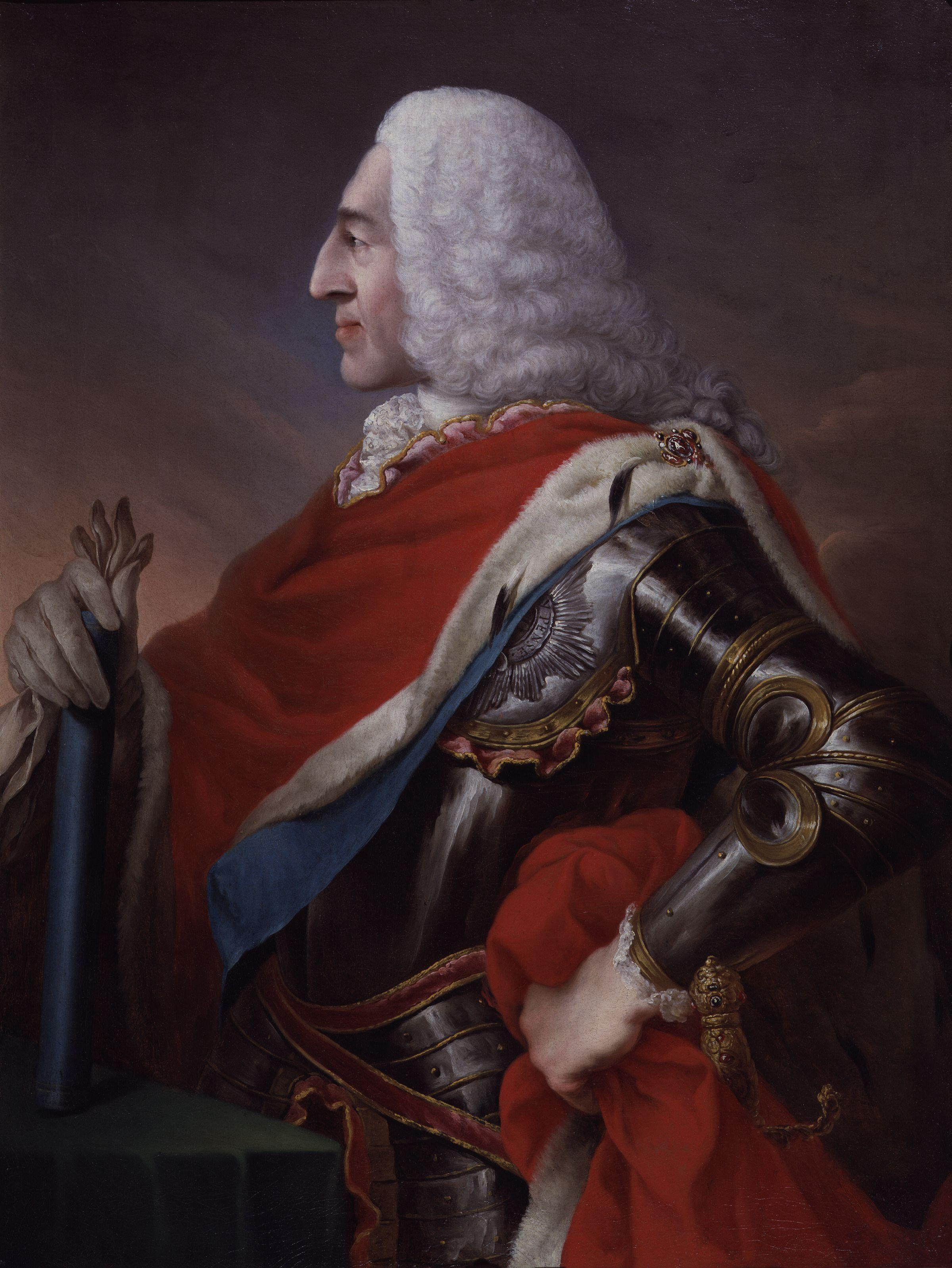
Старый претендент Джеймс Стюарт. Его портрет был написан около 1741 года, когда лорд Элхо впервые встретил его.

Это изменилось в конце 1730-х годов, когда французские государственные деятели стремились сократить британскую торговую мощь, рост которой считался угрозой европейскому балансу сил. Мало кто из них считал, что изгнанники Стюартов были приемлемым вариантом, но Элхо прибыл в Рим, когда их впервые за два десятилетия стали воспринимать всерьез. В 1739 году торговые споры между Великобританией и Испанией привели к Войне за ухо Дженкинса, за которой последовал более широкий европейский конфликт, известный как Война за австрийское наследство в 1740 году. Поражение французов в битве при Деттингене в июне 1743 года побудило короля Франции Людовика XV предпринять усилия по отвлечению британских ресурсов из материковой Европы, включая вторжение в Англию в начале 1744 года для восстановления династии Стюартов.
Принц Джеймс назначил лорда Элхо полковником драгун, но французский флот был серьезно поврежден зимними штормами в марте, и план был заброшен. Лорд Элхо вернулся в Эдинбург в декабре 1744 года, где он присоединился к масонам и недавно сформированному проякобитскому Buck Club, членами которого был его бывший одноклассник из Винчестера Джеймс Гамильтон. Другим был Джон Мюррей из Бротона, с которым принц Чарльз познакомился в Париже в начале года, и который разделял его решимость прибыть в Шотландию «хотя и с одним лакеем». Клуб настоятельно рекомендовал ему не делать этого, если он не привезет 6 тысяч французских солдат, деньги и оружие.

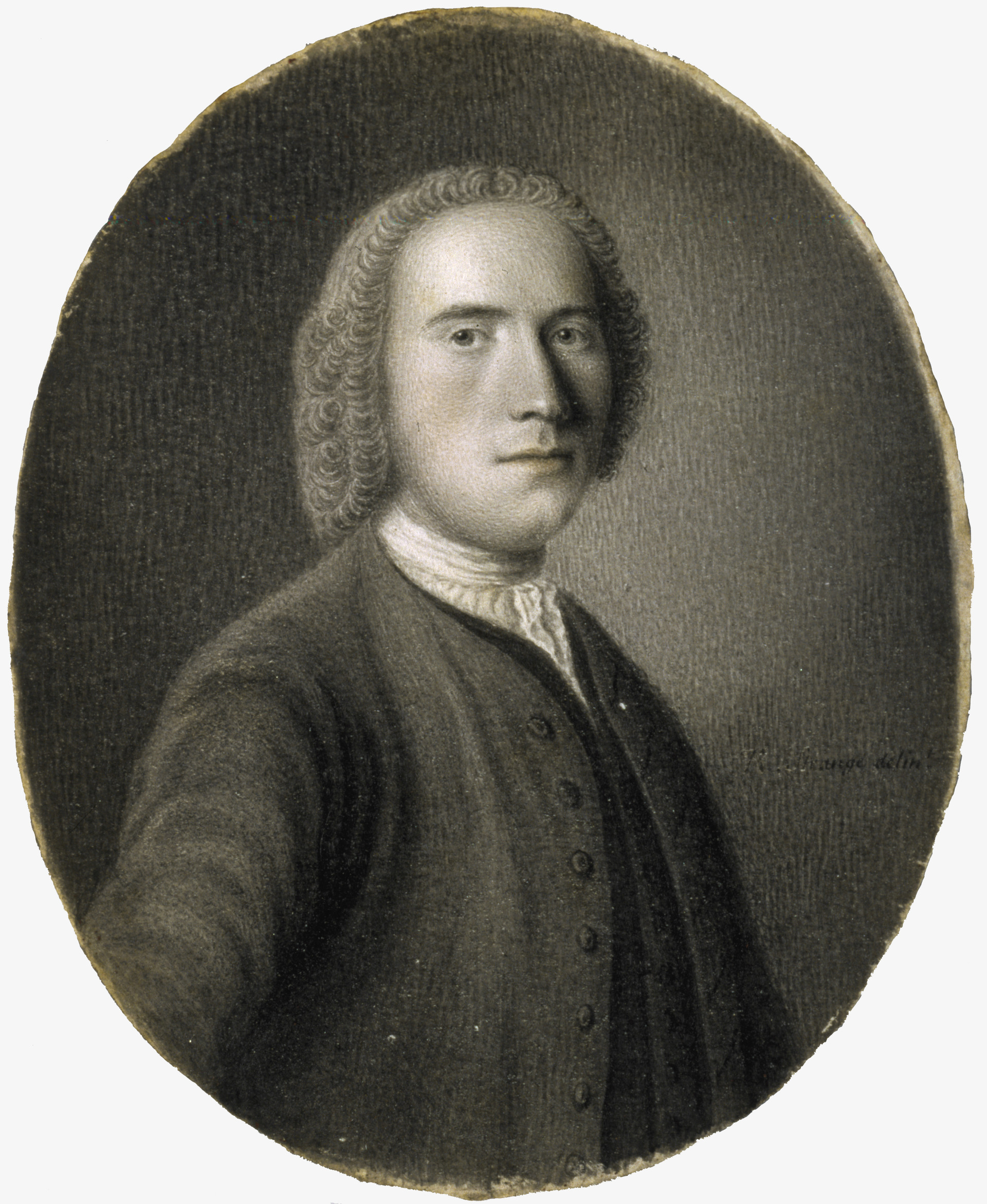
Офицер-якобит лорд Джордж Мюррей, на их первой встрече принц Чарльз сказал лорду Элхо, что его лояльность вызывает сомнения

Когда принц Чарльз высадился на острове Эрискей 23 июля, первой реакцией лорда Элхо было «умолять его вернуться во Францию», и он остался дома, ожидая развития событий. Чарльз убедил Дональда Кэмерона из Лохила и других поддержать его и начал восстание в Гленфиннане 19 августа. Его небольшой отряд из 1000 членов клана двинулся на Эдинбург, достигнув Перта 4 сентября, где к ним присоединился лорд Джордж Мюррей. Лорд Элхо встретил их за пределами Эдинбурга 16 сентября, принеся 1500 фунтов стерлингов наличными, которые были с благодарностью приняты Чарльзом.
Лорд Элхо был назначен адъютантом и членом Военного совета; в него входили 15-20 старших лидеров, в нем доминировали вожди Хайленда и лорды Пертшира, которые обеспечивали большую часть рабочей силы. Разногласия в руководстве якобитов были очевидны даже на этом раннем этапе, принц Чарльз предостерегал его от лорда Джорджа Мюррея, который, как он утверждал, присоединился только для того, чтобы «лучше предать дело».
Лорд Элхо собрал отряд «лейб-гвардейцев», наиболее оснащенное кавалерийское подразделение в армии якобитов, которое служило личным эскортом Карла на протяжении всей кампании. Однако решение отступить из Дерби 5 декабря вызвало необратимый разрыв между принцем и его шотландскими сторонниками, включая Элхо. В Каллодене в апреле 1746 года лейб-гвардейцы сопровождали принца Чарльза с поля боя, который затем отпустил их, так как теперь доверял только ирландским изгнанникам. 3 мая лорд Элхо, лорд Джордж Мюррей и другие якобиты были подобраны двумя французскими кораблями, которые пробились мимо четырех судов Королевского военно-морского флота. Чарльз остался позади, «так как никто не знал, где его искать».

## Изгнание

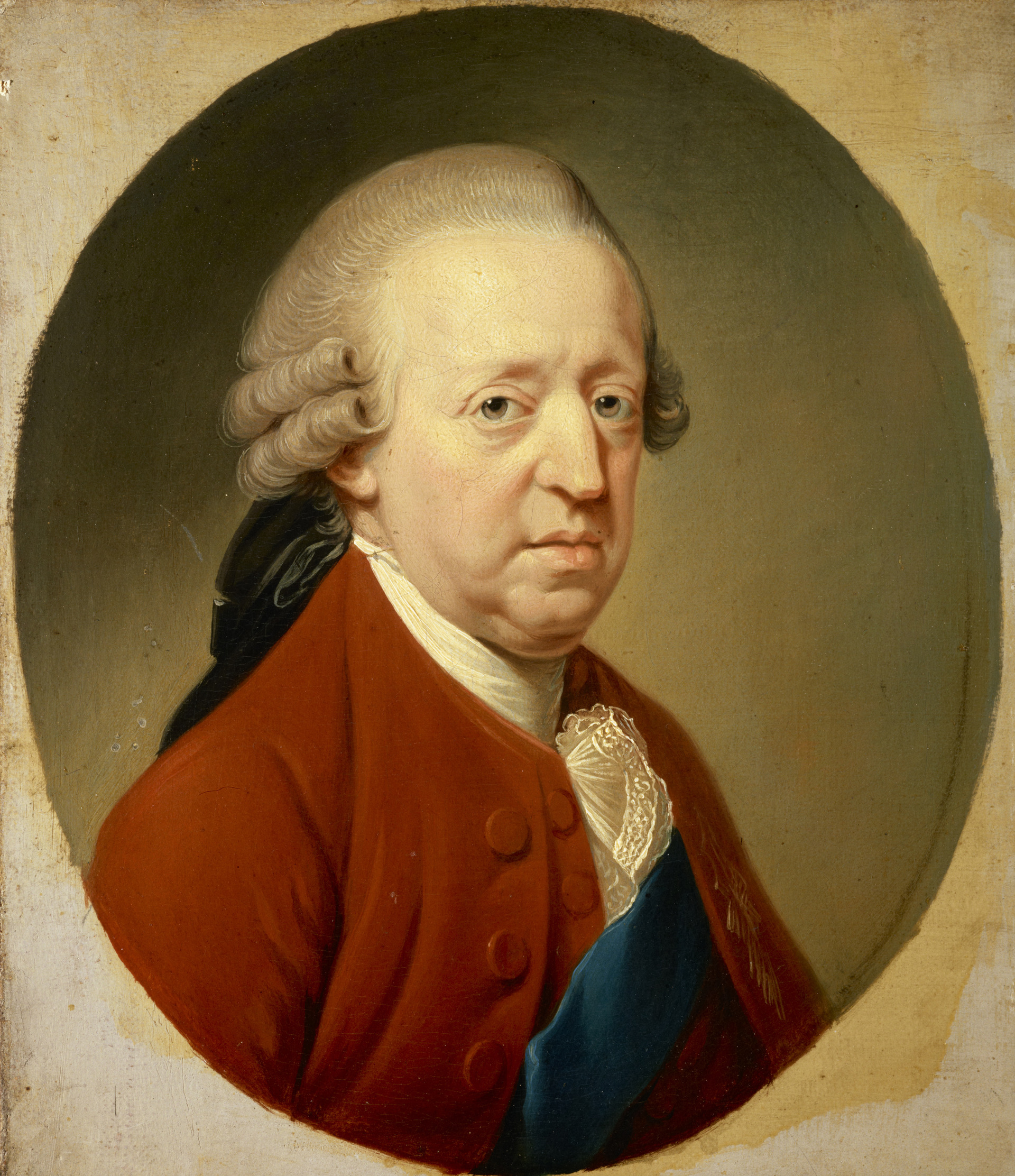
Принц Чарльз Стюарт в старости

Принц Чарльз бежал из Шотландии в октябре, но Договор в Экс-ла-Шапель в 1748 году положил конец французской поддержке изгнанной династии Стюартов, в то время как шотландцы больше не доверяли им. Лорд Элхо потерял свои титулы и земли. Конфискация титула и поместий была отменена в 1821 году, когда Фрэнсис Дуглас (1772—1853) стал 8-м графом Уимсом. Он был исключен из Акта об освобождении 1747 года, якобы потому, что «среди всех командиров мятежников он отличился своей жестокостью, оскорблениями и жестокостью по отношению к нашим пленным». Как и лорд Джордж Мюррей, он провел остаток своей жизни в изгнании, несмотря на его желание вернуться на родину.
Бывшие лидеры якобитов яростно спорили об ответственности за провал восстания, и принц Чарльз отказался возместить лорду Элхо деньги, выданные авансом в Эдинбурге в 1745 году. Он был назначен капитаном в полк Фицджеймса, затем полковником в Королевском Экоссском полку после смерти его командира Джона Драммонда в сентябре 1747 года. Полк служил гарнизоном в Гравелине и Дюнкерке во время Семилетней войны 1756—1763 годов, а в июле 1770 года Людовик XV наградил его Орденом Военных заслуг.
Лорд Элхо делил свое время между Францией и Швейцарией, где он купил недвижимость в кантоне Невшатель и стал гражданином Швейцарии. 9 сентября 1776 года в Бойтале он женился на Софии Фредерике Вильгельмине фон Юкскюлль-Гилленбанд (1756 — 26 ноября 1777), дочери рейхсграфа Фридриха фон Юкскюлль-Гилленбанда, министра герцогства Вюртембергского, Она умерла в Боле, Швейцария, 26 ноября 1777 года при родах.
Лорд Уимс скончался в Париже 30 апреля 1787 года. Несмотря на его просьбу похоронить его вместе с женой, он был похоронен в Париже, а кладбище было разрушено во время Французской революции. Он оставил двух внебрачных дочерей, но не законного наследника, и его титулы и имущество перешли к младшему брату Фрэнсису Уимсу.
Он оставил две рукописи: дневник на французском языке, охватывающий основные годы его жизни, и «Краткий отчет о делах Шотландии, 1745—1746» под редакцией Эвана Чартериса, впервые опубликованный в 1907 году.